# Shōta Suzuki (Fußballspieler, 1996)
Shōta Suzuki (japanisch 鈴木 翔太 Suzuki Shōta; * 21. November 1996 in Fujieda, Präfektur Shizuoka) ist ein japanischer Fußballspieler.

## Karriere
Shōta Suzuki erlernte das Fußballspielen in der Jugendmannschaft von Shimizu S-Pulse sowie in der Universitätsmannschaft der Gakugei-Universität Tokio. Seinen ersten Vertrag unterschrieb er am 1. Februar 2019 beim Fujieda MYFC. Der Verein aus Fujieda, einer Stadt in der Präfektur Shizuoka, spielt in der dritten japanischen Liga. Sein Drittligadebüt gab er am 6. April 2019 im Heimspiel gegen Azul Claro Numazu. Hier stand er in der Startelf und spielte die kompletten 90 Minuten. Das Spiel endete 0:0. Am Ende der Saison feierte 2022 er mit dem Verein die Vizemeisterschaft und den Aufstieg in die zweite Liga.

## Erfolge
Fujieda MYF
- Japanischer Drittligavizemeister: 2022  ▲